# نكيشي بليسنغ سانداي
نكيشي بليسنغ سانداي (بالإنجليزية: Nkechi Blessing Sunday)‏ (مواليد 14 فبراير 1989)، هي مُمثلة نيجيرية.

## وصلات خارجية
- نكيشي بليسنغ سانداي على موقع IMDb (الإنجليزية)